# スージー・ズー
『スージー・ズー』（Suzy's Zoo）は、スージー・スパッフォード（Suzy Spafford）によるアメリカ合衆国のグリーティングカード・絵本・アニメの作品である。

## 概要
1967年にグリーティングカードとして、小さな赤ちゃんアヒルのキャラクターが生み出される。そこから約30年後の1995年、作者が幼少期に遊んでいた、おもちゃのぬいぐるみを元に「リトル・スージー・ズー」として作られたのが現在の『スージー・ズー』の絵本の始まりである。
グリーティングカードのキャラクターとして誕生して以後、スパッフォードの出身国、アメリカのサンディエゴを中心に世界中で40年以上愛され続けており、アメリカでは主にベビー向けのアニメとして親しまれている。

### 日本での人気・展開
日本では輸入物のグリーティングカードなどが一部で販売されていたが、1989年に兵庫県姫路市に出来た姫路リバーシティのマスコットキャラクターとしてイオングループがライセンス契約をしてイリュージョンミュージカルという形態のキャラクターショーを展開。サンテレビなどでショーのステージを番組として放送。その後2006年、プラザスタイルカンパニーが日本でのライセンスビジネスの展開を開始し、同年6月にはソニープラザで本格的な商品展開が開始された。日本においてはまずキャラクター商品が販売され、次いで絵本が翻訳・出版されるという経緯を辿った。
そして2011年4月には、「スージー・ズーの世界展〜いつまでもともだち Friends Forever〜」として、日本では初となる同作の原画が公開され、展覧会が開催された。
若い年代の女性を中心に浸透した要因については、モデルの梨花が自身のブログや雑誌などで同作のキャラクター「ブーフ」のグッズを写真で載せたことから口コミなどで話題となった。このことから、「ブーフ」が同作の主人公だと思われがちだが、実際はアヒルの「ウィッツィー」が主人公で「ブーフ」はその友達という設定である。

## ストーリー
ウィッツィーとその友達のぬいぐるみたちが巻き起こす、大好きな裏庭での大冒険。
物語の舞台となるウィッツィーの裏庭の一部は、作者が幼い頃に過ごした家の庭が元となっている。

## 登場キャラクター
ウィッツィー（Witzy）
Suzy's Zoo物語の主人公。アヒルの赤ちゃんで好奇心いっぱいのやんちゃな男の子。池での水遊びが大好き。一番仲が良い友達はブーフ。
ふわふわの毛のイメージの元は、作者の弟の輝く髪の色から。
ブーフ（Boof）
ウィッツィーのママに古着で作られたテディベア。トレードマークのお腹のハートは修理の際にママがつけてくれたもの。
ララ（Lulla）
ウィッツィーのママにオルゴールを入れて作られたウサギのぬいぐるみ。背中のネジを回すと子守唄が流れる。綺麗好きでお洒落の大好きな女の子。チュームポイントはいつも首に巻いているサテンのリボン。
名前の由来は、子守唄の『ララバイ』から付けられたものである。
パッチズ（Patches）
ウィッツィーのママに黄色のフランネルと青の更紗で作られたキリンのぬいぐるみ。元気で頼りになる勇敢な男の子で、みんなのお世話係。
エリーファント（Ellie Funt）
ウィッツィーのママに古くなったバスローブで作られたゾウのぬいぐるみ。のんびり屋でおっとりしていて、ちょっぴりシャイな女の子。ララと一番の仲良しで、窓辺に座って楽しむティータイムが大好き。
ウィッツィーのママ（Witzy's Mama）
ブーフたちぬいぐるみを作った、ウィッツィーのアヒルのママ。絵本の作中では後姿のみ登場している。
ティッキー（Tickie）
ウィッツィーの家の裏庭にたくさん住んでいる小さなテントウムシ。
ピークアブー（Peek-a-boo）
かくれんぼが大好きな小さなカタツムリで、少しシャイな性格。
ズームズーム（Zoom-zoom）
ピョンピョン跳ねるバッタ。ウィッツィーの家の裏庭に住んでいる。
ティッター&トッター（Teeter&Totter）
甲羅の色が異なる双子のカメ。
ドレッシー・ジェシー（Dressy Jessie）
ウィッツィーのママに作られた女の子のテディベア。ハニーブラウンの毛色で手足が長く、お洒落やお化粧が大好き。同じテディベアのブーフと仲良し。水玉のワンピースとハートのネックレスがトレードマーク。
ちなみにドレッシーは作者によって2009年3月31日に誕生したキャラクターである。

## 書籍

### 絵本
BL出版、訳：三原泉
- あひるのウィッツィー（2007年7月、ISBN 978-4-7764-0243-5）
- ウィッツィーとブーフ（2008年8月、ISBN 978-4-7764-0313-5）
- スージー・ズー いつまでもともだち（2010年3月、ISBN 978-4-7764-0408-8）
- スージー・ズー ブーフはどこ?（2010年3月、ISBN 978-4-7764-0409-5）
- スージー・ズー あきをあつめたよ!（2010年9月、ISBN 978-4-7764-0426-2）
- スージー・ズー もうすぐハロウィーン（2010年9月、ISBN 978-4-7764-0427-9）
- スージー・ズー ふゆってたのしいね!（2010年11月、ISBN 978-4-7764-0432-3）
- スージー・ズー エリーファントのティーパーティー（2011年4月、ISBN 978-4-7764-0438-5）
- スージー・ズー ウィッツィーのおはなばたけ（2011年4月、ISBN 978-4-7764-0439-2）
- スージー・ズー わらってるのはだあれ?（2011年6月、ISBN 978-4-7764-0440-8）
- スージー・ズー あめがふってきたよ!（2011年6月、ISBN 978-4-7764-0441-5）
- 「スージー・ズーのたのしいまいにち」シリーズ
  - いやいやウィッツィー（2012年4月、ISBN 978-4-7764-0506-1）
  - おふろだいすき（2012年4月、ISBN 978-4-7764-0505-4）
  - おやすみウィッツィー（2012年4月、ISBN 978-4-7764-0504-7）
  - はみがきだいすき（2012年4月、ISBN 978-4-7764-0507-8）

### 関連書籍
- スージー・ズー ポストカードブック（ゴマブックス、2008年10月31日、ISBN 978-4777109838）
- スージー・ズーのマタニティダイアリー（主婦と生活社、2010年12月、ISBN 978-4-391-13967-9）
- スージー・ズーの赤ちゃんダイアリー（主婦と生活社、2010年12月、ISBN 978-4-391-13966-2）
- Suzy's Zoo まるごと1冊スージー・ズー♥（宝島社、2009年12月26日、ISBN 978-4-7966-7517-8）
- Suzy's Zoo まるごと1冊スージー・ズー♥2011（宝島社、2010年12月11日、ISBN 978-4-7966-7836-0）
- スージー・ズーのHAPPYキャラ弁当BOOK（集英社、2011年4月15日、ISBN 978-4-08-102099-7）
- スージー・ズー ハッピーラブダイアリー（イースト・プレス、2011年6月29日、ISBN 978-4-7816-0600-2）
- スージー・ズー シャドーボックス・コレクション（New York Art、2011年10月、ISBN 978-4-9024-3749-2）
- 月刊MOE 12月号 スージー・ズーのやさしい庭へ（白泉社、2011年11月3日）
- Suzy's Zoo まるごと1冊スージー・ズー♥2012（宝島社、2012年4月21日、ISBN 978-4-7966-9706-4）
- 『げんき』（講談社、「スージー・ズー」という題名で連載中。ストーリーは児童文学作家の柏葉幸子）

## テレビアニメ
日本では2011年4月3日から9月25日まで、TBSにて『Suzy's Zoo だいすき! ウィッツィー』として放送された。全25話。TBS製作の全日帯アニメは、『ラブ★コン』（2007年）以来4年ぶりで、放送終了後『カミワザ・ワンダ』（2016年）まで5年間存在しなかった。アニメーション製作は、デジタル・メディア・ラボ。黄色の声はウィッツィー、水色の声はブーフ、緑色の声はララ。白の声はそれ以外のキャラクター。

### 放送局・放送時間
| 放送局        | 放送日                 | 時間              |
| ------------- | ---------------------- | ----------------- |
| TBSテレビ     | 2011年4月3日 - 9月25日 | 日曜12:54 - 13:00 |
| TBSチャンネル | 2011年10月1日 -        | 土曜20:55 - 21:00 |

### 声の出演
- ウィッツィー（中原麻衣）
- ブーフ（白石涼子）
- ララ（竹達彩奈）
- パッチズ（斉賀みつき）
- エリーファント（後藤沙緒里）
- ティッター&トッター（優香）
- ナレーション（坂本真綾）

### サブタイトル
以下は日本で放送されたアニメのサブタイトル。
1. ブーフのめざめ
2. ララのやさいばたけ
3. ゆうかんなパッチズ
4. はい! ポーズ
5. ちゃんとみつけてね!
6. ピクニックに行こう
7. ちいさなはいたつやさん
8. ヤァ! はじめまして
9. いっしょにおさんぽ
10. ララのこもりうた
11. たすけて! パッチズ
12. ショータイム
13. ブーフのトレイン
14. ピョンピョンしよう!
15. くものえほん
16. あめのメロディ
17. ふしぎなボート
18. いたずらっこはだあれ?
19. ピークアブーをおいかけて
20. ねがいをこめて
21. たのしいバスタイム
22. おやすみおつきさま
23. ゆかいなたんけんたい
24. ぼくにもみせて
25. いつまでもともだち

## その他
- ドレッシー・ジェシーはTBS番組の『ひるおび!』[12]や『Nスタ』[13]の天気予報コーナーのキャラクターとして活躍している。その日の天候により、ファッションを替えているドレッシーを見ることができる。